# 2. новембар
2. новембар (2.11.) је 306. дан године по грегоријанском календару (307. у преступној години). До краја године има још 59 дана.

## Догађаји
- 1642 — Швеђани су у другој бици код Брајтенфелда, у Тридесетогодишњем рату, победили аустријске царске трупе под надвојводом Леополдом, који је изгубио најмање 10.000 људи.
- 1687 — У побуни јањичара у Цариграду, збачен је са власти турски султан Мухамед IV, а на престо је дошао његов млађи брат Сулејман II.
- 1721 — После ратова против Османског царства и Шведске, којима је учврстио Русију на Црном мору и Балтику, Петар Велики је проглашен царем целе Русије.
- 1785 — Лондонски произвођач кочија Лионел Лукин патентирао је први чамац за спасавање.
- 1841 — Револтирани британском окупацијом Кабула, Авганистанци су масакрирали 24 британска официра, што је изазвало Други авганистански рат.
- 1789 — У Француској је конфискована имовина католичке цркве, што је био први тежак ударац католичкој цркви у њеној историји.
- 1914 — Русија је објавиле рат Турској.
- 1917 — Британски министар иностраних послова Артур Џејмс Балфор објавио је Балфорову декларацију, о оснивању јеврејске државе у Палестини.
- 1920 — У САД је настала прва друштвена радио станица.
- 1930 — Хајле Селасије крунисан је за цара Етиопије.
- 1938 — Мађарска је анектирала јужну Словачку, прикључивши се распарчавању Чехословачке након потписивања Минхенског споразума у септембру.
- 1949 — За време конференције округлог стола призната је независност Индонезије.
- 1953 — Пакистански парламент је прогласио Исламску републику Пакистан.
- 1956 — Мађарска влада је одбацила чланство у Варшавском пакту и затражила помоћ Уједињених нација због напада совјетских трупа; СССР је ставио вето у Савету безбедности Уједињених нација на захтев западних сила да се размотри криза у Мађарској.
- 1963 — Председник Јужног Вијетнама Нго Дин Зјем је убијен у државном удару који је извела Армија Јужног Вијетнама.
- 1964 — У Саудијској Арабији је свргнут краљ Сауд, а за новог краља проглашен је принц Фејсал.
- 1978 — Двојица совјетских космонаута - Јуриј Романенко и Георгиј Гречко - вратила су се на Земљу са свемирске станице "Саљут 6" након 139 дана и 14 часова, што је био нови рекорд боравка у васиони.
- 1988 — На Интернету се по први пут у историји јавио вирус.
- 1994 — Више од 430 људи погинуло је у пожару после експлозије у великом складишту нафте близу једног села у јужном Египту.
- 1995 — Врховни суд Аргентине донео је одлуку о екстрадицији нацистичког официра Ериха Прибкеа Италији, где је оптужен за ратне злочине током Другог светског рата.
- 1998 — Ураган Мич, који је харао кроз Централну Америку седам дана, изазвао је огромна разарања, посебно у Хондурасу и Никарагви, а најмање 9.000 људи је погинуло.
- 1999 — Црна Гора је увела немачку марку као паралелну валуту уз југословенски динар.
- 2001 — После више од пола века, у школе у Србији поново је уведена веронаука.
- 2003 — Свештеник Кенон В. Џин Робинсон именован је за бискупа америчке Епископалне цркве, као први свештеник који је јавно признао да је хомосексуалац.
- 2004 — Џорџ В. Буш победио на изборима за председника САД против демократе Џона Керија.
- 2020 — У терористичким нападима у Бечу погинуло је пет особа, док је више од 17 њих рањено.

## Рођења
- 1755 — Марија Антоанета, краљица Француске. (прем. 1793)[1]
- 1766 — Јозеф Радецки, аустријски војсковођа. (прем. 1822)
- 1777 — Алојзи Фортунат Жулковски, пољски глумац, комичар и преводилац. (прем. 1858)
- 1815 — Џорџ Бул, енглески математичар и филозоф. (прем. 1864)
- 1838 — Никола Спасић, српски велетрговац, добротвор и велики задужбинар. (прем. 1916)
- 1850 — Славка Атанасијевић, српска пијанисткиња и композиторка. (прем. 1897)
- 1861 — Морис Блондел, француски филозоф. (прем. 1949)
- 1865 — Ворен Хардинг, амерички политичар, 29. председник САД. (прем. 1923)
- 1868 — Јокојама Таикан, јапански сликар. (прем. 1958)
- 1879 — Валери Славек, пољски политичар, премијер Пољске у три мандата. (прем. 1939)
- 1890 — Моа Мартинсон, шведска списатељица. (прем. 1964)[2]
- 1891 — Милан Будимир, српски филолог. (прем. 1975)
- 1892 — Пал Абрахам, мађарски пијаниста, композитор и диригент. (прем. 1960)[3]
- 1906 — Лукино Висконти, италијански редитељ и сценариста. (прем. 1976)
- 1910 — Богдан Чиплић, српски књижевник и преводилац. (прем. 1989)[4]
- 1911 — Одисеас Елитис, грчки песник. (прем. 1996)
- 1913 — Берт Ланкастер, амерички глумац. (прем. 1994)
- 1917 — Ен Радерфорд, канадско-америчка глумица. (прем. 2012)
- 1928 — Владимир Беара, југословенски фудбалски голман и фудбалски тренер. (прем. 2014)
- 1929 — Ричард Е. Тејлор, канадски физичар, добитник Нобелове награде за физику (1990). (прем. 2018)
- 1931 — Звонко Марић, српски физичар и академик. (прем. 2006)
- 1932 — Мелвин Шварц, амерички физичар, добитник Нобелове награде за физику (1988). (прем. 2006)
- 1934 — Кен Роузвол, аустралијски тенисер.[5]
- 1939 — Енрико Албертози, италијански фудбалски голман.
- 1941 — Јежи Осјатињски, пољски политичар.  (прем. 2022)
- 1944 — Кит Емерсон, енглески музичар и композитор. (прем. 2016)
- 1945 — Теодор Атанацковић, српски научник, универзитетски професор и академик.[6]
- 1946 — Ђузепе Синополи, италијански диригент и композитор. (прем. 2001)
- 1946 — Алан Џоунс, аустралијски аутомобилиста, возач Формуле 1.
- 1947 — Рајко Ђурђевић, српски драматург, новинар, публициста и политичар. (прем. 2022)
- 1950 — Љубомир Љубојевић, српски шахиста.
- 1951 — Буч Тејлор, амерички кошаркаш.
- 1963 — Драгољуб Брновић, црногорски фудбалер.
- 1964 — Предраг Савић, српски књижевник.
- 1965 — Наташа Мићић, српска политичарка и правница.
- 1966 — Дејвид Швимер, амерички глумац, редитељ и продуцент.
- 1974 — Нели, амерички музичар и глумац.
- 1976 — Тјери Омеје, француски рукометни голман.[7]
- 1980 — Дијего Лугано, уругвајски фудбалер.
- 1981 — Кетрин Изабел, канадска глумица.
- 1981 — Татјана Тотмјанина, руска клизачица.
- 1982 — Предраг Прокић, српски бициклиста.
- 1984 — Анастасија Карпова, руска певачица.
- 1985 — Демаркус Нелсон, америчко-српски кошаркаш.
- 1986 — Тијана Сретковић, српска певачица.
- 1988 — Јулија Гергес, немачка тенисерка.[8]
- 1989 — Стеван Јоветић, црногорски фудбалер.
- 1989 — Тибор Плајс, немачки кошаркаш.
- 1993 — Дражен Лубурић, српски одбојкаш.
- 2000 — Алфонсо Дејвис, канадски фудбалер.
- 2001 — Лазар Павловић, српски фудбалер.
- 2006 — Андреј Костић, српски кошаркаш.

## Смрти
- 472 — Олибрије, западноримски цар.
- 1647 — Пајсије Јањевац, српски патријарх. (рођ. отприлике 1542)
- 1802 — Шарл Леклер, француски генерал. (рођ. 1772)
- 1887 — Алфред Домет, енглески песник, новозеландски политичар. (рођ. 1811)
- 1905 — Алберт фон Келикер, швајцарски анатомиста, историчар и ембриолог. (рођ. 1817)
- 1915 — Војислав Танкосић, мајор српске војске и четнички војвода. (рођ. 1880)
- 1923 — Стеван Алексић један од најзначајнијих српских сликара с почетка двадесетог века. (рођ. 1876)
- 1942 — Китахара Хакушу, јапански песник. (рођ. 1885)
- 1945 — Петар Драпшин, генерал (рођ. 1914)
- 1950 — Џорџ Бернард Шо, енглески драматург, критичар и публициста. (рођ. 1856)
- 1960 — Димитри Митропулос, грчки диригент. (рођ. 1896)
- 1963 — Нго Дин Зјем, председник Јужног Вијетнама. (рођ. 1901)
- 1966 — Петер Дебије, холандски физичар и хемичар, носилац Нобелове награде из 1936. године. (рођ. 1884)
- 1977 — Ханс Ерих Носак, немачки писац. (рођ. 1901)
- 2014 — Звонимир Балог, хрватски дечји књижевник. (рођ. 1932)[9]
- 2004 — Мирослав Дерета, издавач. (рођ. 1948)
- 2014 — Вељко Кадијевић, генерал ЈНА. (рођ. 1925)
- 2015 — Петар Лаловић, српски филмски редитељ (рођ. 1932)

## Празници и дани сећања
- Српска православна црква данас прославља
  - Свети великомученик Артемије Антиохијски
  - Свети праведни Артемије Веркољски
  - Преподобни Герасим Нови;
- Римокатоличка црква слави -
  - Задушнице